# Ophion ventricosus
Ophion impressus
Espèce
Synonymes
- Ophion impressus (Thunberg, 1822)

Ophion ventricosus est une espèce d'insectes hyménoptères de la famille des Ichneumonidae.

## Synonyme
Cette espèce a un synonyme déclaré par le naturaliste suédois Carl Peter Thunberg (1743-1828) : Ophion impressus (Thunberg, 1822).